# Lektin
Lektini su proteini koji vezuju šećere. Oni su veoma specifični za pojedine šećere. Lektini se razlikuju od glikoproteina, koji su proteini u čijem sastavu su šećerni lanci ili ostaci. Lektini učestvuju u biološkom prepoznavanju ćelija i proteina. Na primer, neki virusi koriste lektine da se vežu za ćelije organizma domaćina tokom infekcije. Lektini se mogu onesposobiti specifičnim mono- i oligosaharidima, koji se vezuju za njih i sprečavaju njihovo vezivanje za ćelijske membrane.

## Literatura
- Halina Lis; Sharon, Nathan (2007). Lectins (Second изд.). Berlin: Springer.
- Ni Y, Tizard I (1996). „Lectin-carbohydrate interaction in the immune system”. Vet Immunol Immunopathol. 55 (1–3): 205—23. PMID 9014318. doi:10.1016/S0165-2427(96)05718-2.

## Spoljašnje veze
- [http://www.functionalglycomics.org/